# Symphony No. 1
Symphony No. 1 é um álbum do músico britânico Joe Jackson, que foi lançado em 1999.

## Faixas
Todas as músicas foram compostas por Jackson.
1. "First Movement" – 17:17
2. "Fast Movement" – 7:05
3. "Slow Movement" – 9:01
4. "Last Movement (Variations)" – 10:14

## Músicos
- Joe Jackson – Piano
- Wessell Anderson – saxofone
- Terence Blanchard – Trompete
- Gary Burke – baterias
- Robin Eubanks – Trombone
- Mat Fieldes – baixo elétrico, baixo acústico
- Sue Hadjopoulos – percussão
- Mary Rowell – Viola, violino elétrico
- Steve Vai – guitarras

## Prêmios e Indicações

### Álbum
| Ano  | Prêmio        | Indicação                   | Resultado |
| ---- | ------------- | --------------------------- | --------- |
| 2000 | Grammy Awards | Best Pop Instrumental Album | Venceu    |

## Paradas Musicais
| Ano  | Parada Musical                 | Posição |
| ---- | ------------------------------ | ------- |
| 1999 | Billboard Top Classical Albums | #7      |